# Hoanoflagelate
Hoanoflagelate su grupa slobodno-živućih jednoćelijskih i kolonijskih bičarskih eukariota koje se smatraju najbližim srodnicima životinja. Kao što proizilazi iz imena, hoanoflagelate (obojeni bičari) imaju prepoznatljivu ćelijsku morfologiju kaja je karakterisana ovalnim ili sfernim ćelijskim telom 3-10 µm u prečniku sa jednim apikalninim bičem okruženim okovratnikom sa 30-40 mikrovila. Kretanje biča stvara vodenu struju koja može da pokrene slobodno-plivajuče hoanoflagelate kroz vodu i uhvati bakterije i detritus kolirom microvila gde se ta hrana konzumira. Ovaj hranjenje daje kritični link unutar globalnog ciklusa ugljenika, povezujući trofične nivoe. Osim njihove kritične ekološke uloge, hoanoflagelate su od posebnog interesa za evolucijske biologe koji proučavaju poreklo multicelularnosti životinja. Kao najbliži rođaci životinja, hoanoflagelate služe kao koristan model za rekonstrukcije posljednjeg jednoćelijskog prethodnika životinja.

## Izgled i rast
Svaka hoanoflagelata ima jedan bič, okružen prstenom aktin-ispunjenih izbočina zvanih mikrovili (mikroresice), koje formiraju cilindrični ili konični okovratnik (grč. choanos). Vodena struja koju generiše bič takođe potiskuje slobodno plivajuće ćelije, kao kod životinjskih Spermatozoida. Nasuprot tome, većina drugih bičara su povlačeni njihovim bičevima.

## Literatura
1. ↑  Cavalier-Smith T (1998). „Neomonada and the origin of animals and fungi.”.  Ур.: Coombs GH, Vickerman K, Sleigh MA, Warren A. Evolutionary relationships among protozoa. London: Kluwer. стр. 375—407.
2. ↑  Leadbeater LS (2015). The choanoflagellates : evolution, biology, and ecology. University of Birmingham. ISBN 978-0-521-88444-0.
3. ↑  King N, Westbrook MJ, Young SL, Kuo A, Abedin M, Chapman J,  . (februar 2008). „The genome of the choanoflagellate Monosiga brevicollis and the origin of metazoans”. Nature. 451 (7180): 783—8. Bibcode:2008Natur.451..783K. PMC 2562698 . PMID 18273011. doi:10.1038/nature06617.
4. ↑  King, N.; Westbrook, M.J.;  . (2008). „The genome of the choanoflagellate Monosiga brevicollis and the origin of metazoans”. Nature. 451 (7180): 783—8. PMC 2562698 . PMID 18273011. doi:10.1038/nature06617.